# Нукшоара (Хунедоара)
Нукшоара (рум. Nucșoara) — село у повіті Хунедоара в Румунії. Входить до складу комуни Селашу-де-Сус.
Село розташоване на відстані 275 км на північний захід від Бухареста, 43 км на південь від Деви, 134 км на схід від Тімішоари, 146 км на північний захід від Крайови.

## Населення
За даними перепису населення 2002 року у селі проживали 348 осіб, з них 347 осіб (99,7%) румунів. Рідною мовою 347 осіб (99,7%) назвали румунську.